# Hydraena ascensa
Hydraena ascensa är en skalbaggsart som beskrevs av Perkins 2007. Hydraena ascensa ingår i släktet Hydraena och familjen vattenbrynsbaggar. Inga underarter finns listade i Catalogue of Life.